# I Found Someone
«I Found Someone» —literalmente en español: «Encontré a alguien»— es una canción de género rock de la cantante estadounidense Laura Branigan de 1986. Fue compuesta por Michael Bolton y Mark Mangold. La cantante Cher realizó su propia adaptación en 1987, alcanzando notable éxito alrededor del mundo.

## Antecedentes
A pesar del éxito de las canciones «Gloria» y «Self Control», Laura Branigan había tenido un éxito superior con la balada «How Am I Supposed to Live Without You», otra composición de Michael Bolton, quien luego grabó y publicó su propia versión. Esta última se convirtió en el primer sencillo de mayor éxito en la carrera de Bolton luego de un trabajo grupal y dos álbumes de estudio, y además, debutando como un notable productor discográfico. La versión de «I Found Someone» de Branigan fue arreglada por el alemán Harold Faltermeyer, quien también la produjo en colaboración con Jack White, el productor de la cantante de tiempo atrás.
En el último día de 1985, Branigan interpretó la canción en vivo en The Tonight Show Starring Johnny Carson. Fue lanzado como sencillo en el mercado estadounidense dos meses después, siendo el último sencillo de su álbum Hold Me. Sin un video musical de soporte, la versión de Laura Branigan recibió poca atención, alcanzado el puesto 90 del Billboard Hot 100, aunque tuvo un mejor desempeño en las listas de música para adultos, ocupando el puesto 25, también de Billboard. La canción incluida en el lado B del sencillo fue When, una grabación de 1980 compuesta y grabada por la propia Branigan, con arreglos adicionales de Arif Mardin y bajo la producción de Mardin y Ahmet Ertegun. Esta canción iba a ser incluida en el álbum Silver Dreams, cuyo lanzamiento fue luego cancelado. 
A pesar del buen desempeño de Hold Me en el mercado europeo, se convirtió en el primer álbum de la cantante en quedarse sin la certificación de oro en Estados Unidos, y «I Found Someone» marcó el fin de la larga relación laborar de Branigan y el productor Jack White. Su siguiente álbum fue producido enteramente por David Kershenbaum con dos canciones adicionales de Stock, Aitken & Waterman; Branigan seguiría grabando canciones de la autoría de Michael Bolton.
La versión de «I Found Someone» fue remasterizada en dos ocasiones e incluida en las recopilaciones The Essentials: Laura Branigan de 2002 y The Platinum Collection de 2006.

## Listas de popularidad
| Listas (1986)                      | Mejor posición |
| ---------------------------------- | -------------- |
| Estados Unidos (Billboard Hot 100) | 90             |
| Estados Unidos (Adult Top 40)      | 25             |

## Otras versiones
- Michael Bolton ha grabado su propia versión de "I Found Someone", que lanzó por primera vez en su álbum Greatest Hits (1985-1995).
- Mark Mangold ha grabado dos versiones de la canción; la primera fue como un demo, que más tarde apareció como una pista de bonificación en un CD de su banda Touch, y su segundo fue para su álbum en solitario Lift (2001).
- En 1999, "I Found Someone" fue rehecha para el mercado Hi-NRG por la vocalista canadiense Barbara Doust como un lanzamiento de Logic Records producido por Vince DeGiorgio

1. ↑  «Laura Branigan - Chart History (Billboard Hot 100)». Billboard (en inglés). Consultado el 15 de marzo de 2016.
2. ↑  «Laura Branigan - Chart History (Adult Pop Airplay)». Billboard (en inglés). Consultado el 15 de marzo de 2016.

- Datos: Q5977201